# Bretagne Classic Ouest–France 2020
84. ročník jednodenního cyklistického závodu Bretagne Classic Ouest–France se konal 25. srpna 2020 ve Francii. Závod dlouhý 247,8 km vyhrál Australan Michael Matthews z týmu Team Sunweb. Na druhém a třetím místě se umístili Slovinec Luka Mezgec (Mitchelton–Scott) a Francouz Florian Sénéchal (Deceuninck–Quick-Step).

## Týmy
Závodu se zúčastnilo 25 týmů, z toho 19 UCI WorldTeamů a 6 UCI Professional Continental týmů. Každý tým přijel se sedmi jezdci, až na týmy EF Pro Cycling a Total Direct Énergie, které přijely se šesti jezdci. Na start se postavilo 166 jezdců, z nichž 104 závod dokončilo.

### UCI WorldTeamy
- AG2R La Mondiale
- Astana
- Bahrain–McLaren
- Bora–Hansgrohe
- CCC Team
- Deceuninck–Quick-Step
- EF Pro Cycling
- Groupama–FDJ
- Israel Start-Up Nation
- Lotto–Soudal
- Mitchelton–Scott
- Movistar Team
- NTT Pro Cycling
- Team Ineos
- Team Jumbo–Visma
- Team Sunweb
- Trek–Segafredo
- UAE Team Emirates

### UCI Professional Continental týmy
- Alpecin–Fenix
- Arkéa–Samsic
- B&B Hotels–Vital Concept
- Circus–Wanty Gobert
- Nippo–Delko–One Provence
- Total Direct Énergie

## Výsledky
| Pořadí | Jezdec                  | Tým                      | Čas        |
| ------ | ----------------------- | ------------------------ | ---------- |
| 1      | Michael Matthews (AUS)  | Team Sunweb              | 6h 01' 15" |
| 2      | Luka Mezgec (SLO)       | Mitchelton–Scott         | + 3"       |
| 3      | Florian Sénéchal (FRA)  | Deceuninck–Quick-Step    | + 3"       |
| 4      | Aimé De Gendt (BEL)     | Circus–Wanty Gobert      | + 3"       |
| 5      | Alessandro Fedeli (ITA) | Nippo–Delko–One Provence | + 3"       |
| 6      | Quinn Simmons (USA)     | Trek–Segafredo           | + 3"       |
| 7      | Nils Eekhoff (NED)      | Team Sunweb              | + 3"       |
| 8      | Daniel McLay (GBR)      | Arkéa–Samsic             | + 5"       |
| 9      | Anthony Roux (FRA)      | Groupama–FDJ             | + 5"       |
| 10     | Iván García (ESP)       | Bahrain–McLaren          | + 5"       |